# 滝兵右衛門
四代目 滝 兵右衛門（たき へいえもん/ひょうえもん、瀧 兵右衛門、1843年6月11日（天保14年5月14日） - 1918年（大正7年）1月27日）は、明治から大正時代前期の政治家、実業家。貴族院多額納税者議員。タキヒヨーの始祖。

## 経歴
尾張国丹羽郡東野村（現・愛知県江南市）出身。1875年（明治8年）名古屋へ進出し、先代が築いた呉服太物商絹兵を拡張し滝兵右衛門商店とした。さらに京都、東京に支店を出し1912年（大正元年）11月滝兵商店（現タキヒヨー）を組織した。
ほか、名古屋銀行頭取、愛知織物、帝国撚糸各社長、尾張紡績取締役、関西鉄道監査役、名古屋市参事会員、同市会議員などを歴任した。1897年（明治30年）愛知県多額納税者として貴族院議員に互選され、同年9月29日から1904年（明治37年）9月28日まで在任した。

## 親族
- 二男：平沼延治郎 - 平沼専蔵の養子となる。横浜銀行役員[6]。投機の失敗により自死した[7]。
- 三男：滝徳三郎（柳瀬義明） - 愛媛県今治の旧家・柳瀬家の娘・広子の婿養子となり柳瀬義明に改名、家業の綿織物業「興業舎」の社長となる[8]。同社は今治タオルの草創期を代表する大企業だった[9]。長男・次男が生まれたが、義明もその息子たちも若くして病没した[8]。養子に妻広子の姉と横井時雄夫妻の四男・柳瀬存、その妻芳子（山口財閥幹部坂野兼通の娘）の兄坂野通夫は坂野惇子（レナウン創業者佐々木八十八の娘でファミリア創業者）の夫[10]。
- 四男[3]：滝信四郎 - 実業家。4代目滝兵右衛門を継いで滝家の5代目当主となった。滝実業高校（現在の滝中学校・高等学校）の創立者[2]。